# ダイアスポア
ダイアスポアもしくはジアスポア（diaspore）は鉱物（水酸化鉱物）の一種。化学組成は AlO(OH)。斜方晶系。水酸化酸化アルミニウムのα型に当たり、同質異像のγ型にはベーム石がある。
熱水変質により生成されたろう石鉱床などに産する。また、ボーキサイト（アルミニウム鉱石）にも含まれる。層状・うろこ状の集合体で産するが、トルコでは肉眼サイズの大型結晶を産出する。
熱を加えると白いうろこ状のαーアルミナに変化する。この性質から、1801年に鉱物学者ルネ＝ジュスト・アユイによって、ギリシア語で「散らばる」を意味するδιασπείρεινからダイアスポアと命名された。
広島県庄原市勝光山では、葉ろう石と淡紫色のダイアスポアが共生しているものを「ふじ石」と呼んでいる。
耐火れんがの原料となる。